# Lasham
Lasham – wieś w Anglii, w hrabstwie Hampshire, w dystrykcie East Hampshire. Leży 28 km na północny wschód od miasta Winchester i 73 km na południowy zachód od Londynu. Miejscowość liczy 466 mieszkańców.